# Leknerceta
La Leknerceta o Lëknerceta (in russo Лекнерцета, Лёкнерцета?) è un fiume della Russia europea settentrionale, affluente di destra della Bol'šaja Rogovaja (bacino idrografico della Pečora). Scorre nel Circondario autonomo dei Nenec e nella Repubblica dei Komi.
Nasce da alcuni modesti rilievi collinari nella sezione meridionale della Bol'šezemel'skaja Tundra, scorrendo successivamente con direzione sud-occidentale; nel basso corso cambia spesso direzione descrivendo ampie anse. Sfocia da destra nel basso corso della Bol'šaja Rogovaja, a 73 km dalla foce. Ha una lunghezza di 157 km; l'area del suo bacino è di 1 010 km². Non incontra, nel suo corso, alcun centro urbano di qualche rilievo, dal momento che attraversa una zona subpolare coperta dalla tundra artica.